# Nagyekemezői erődtemplom
A nagyekemezői erődtemplom műemlékké nyilvánított épület Romániában, Szeben megyében. A romániai műemlékek jegyzékében az SB-II-a-B-12571 sorszámon szerepel.